# Shaftesbury
Shaftesbury – miasto w Wielkiej Brytanii, w Anglii w hrabstwie Dorset. Położone jest na północy hrabstwa, przy drodze krajowej A 30 przy granicy z hrabstwem Wiltshire. Miasto zamieszkuje obecnie ponad 6,5 tys. osób

## Położenie geograficzne
Miasto położone jest ok. 200 metrów nad poziomem morza na zboczu wzgórza kredowego należącego do łańcucha Cranborna Chase. Jest jednym z najstarszych wysoko położonych miast w Anglii. 

## Historia
Miasto założone zostało w czasach saksońskich; druga część nazwy, -bury pochodzi od saksońskiego słowa burgh, oznaczającego fort. Fortyfikacje wykonano z polecenia Alfreda Wielkiego. W Shaftesbury w roku 1035 zmarł król Kanut Wielki.  Miasto wymienione w Domesday Book z roku 1086. W średniowieczu Shaftesbury było miastem handlowym. W XVIII i XIX wieku głównym przemysłem miasta było wytwarzanie guzików. 

## Miasta partnerskie
- Lindlar[6]